# Villers-lès-Roye
Villers-lès-Roye é uma comuna francesa na região administrativa de Altos da França, no departamento de Somme. Estende-se por uma área de 6,31 km². Em 2010 a comuna tinha 272 habitantes (densidade: 43,1 hab./km²).